# 笠りつ子
笠 りつ子（りゅう りつこ、1987年11月4日 - ）は、日本の女子プロゴルファー。熊本県菊池郡菊陽町出身。
東海大学付属第二高等学校卒業、九州東海大学（現・東海大学）中退。所属はテレビ熊本を経て、京セラ。兄の笠哲郎もプロゴルファー。

## 来歴
9歳時に、ゴルフ場経営者であり師匠でもある父がコーチを務める坂田信弘主宰の坂田ジュニアゴルフ塾に入門し、ゴルフを始める。中学2年時に九州ジュニアゴルフ選手権で優勝。東海大学付属第二高等学校1年の2003年九州女子アマチュアゴルフ選手権において、当時最年少優勝を飾る。なお、坂田塾および東海大二高の1年先輩には上田桃子がいた。
2006年のプロテストに3位で一発合格し、8月1日に78期生としてデビュー。なお、トップ合格を果たしたのは同い年で同郷の有村智恵だった。
2007年シーズンは30試合に出場し、トップテン入りは「アコーディア・ゴルフレディス」の6位タイと「プロミスレディス」の7位タイの2回、賞金総額998万8700円、賞金ランキング69位。
2008年シーズンは34試合に出場し、トップテン入りは「クリスタルガイザーレディスゴルフトーナメント ゴールデンスペシャル」の3位と「ニチレイPGMレディス」の10位タイの2回、賞金総額975万3700円、賞金ランキング69位。10月24日には、「マスターズGCレディース」1日目の14番ホールで、自身初となるホールインワンを達成している。
2009年シーズンは8試合に出場し、トップテン入りは「ヤマハレディースオープン葛城」の7位タイの1回、賞金総額258万1200円、賞金ランキング100位。
2010年シーズンは32試合に出場し、トップテン入りは「リゾートトラストレディス」の3位タイと「明治チョコレートカップ」の6位の2回、賞金総額は2220万7889円で賞金ランキング37位となり、自身初となるシード権を獲得した。
2011年8月26日 - 28日、北海道・桂ゴルフ倶楽部で開催された「ニトリレディスゴルフトーナメント」で、ツアー初優勝。2011年シーズンは、優勝したニトリレディスや馬場ゆかりと優勝争いを演じ2位タイの結果に終わった「日本女子オープン」を含め7大会でトップテン入りし、賞金総額は5756万409円で賞金ランキング10位。自身初となる賞金ランキングトップテン入りを果たした。
2012年3月30日 - 4月1日、静岡県・葛城ゴルフ倶楽部で開催された「ヤマハレディースオープン葛城」にてツアー2勝目を挙げた。くしくも所属スポンサーの京セラミタが京セラドキュメントソリューションズに社名変更となった4月1日における優勝となった。
2015年3月29日、宮崎県で開催された「アクサレディスゴルフトーナメント」で、イ・ボミとのプレーオフを制しツアー3勝目を挙げた。
2016年4月の熊本地震で実家のゴルフ練習場が被災し、家族は約2ヶ月間、練習場の駐車場に止めた車の中やテントでの生活を強いられた。地震から4ヶ月後の8月14日、「NEC軽井沢72ゴルフトーナメント」で最終日に逆転しツアー4勝目。「いつかは家を建て直したい」と語った。その2週後の8月28日、「ニトリレディスゴルフトーナメント」でイ・ボミとのプレーオフを制しツアー5勝目、初の年間2勝を挙げた。同大会でプレーオフ通算8勝2敗となったイ・ボミの2敗は、いずれも笠がつけたものとなり、“ボミ・キラー”とも呼ばれた。9月25日、「ミヤギテレビ杯ダンロップ女子オープンゴルフトーナメント」で3位となり、自身初の年間獲得賞金1億円を突破した。最終的に獲得賞金1億3411万4013円で、イ・ボミ、申ジエに次ぐ賞金ランク3位となった。数年前から携帯電話の待ち受けを1億円の札束の画像にしており、プロ入り以来の夢を叶えた。
2018年は賞金ランク52位に終わり、8年間保持してきた賞金シード（50位以内）を喪失。2013年から本間ゴルフと結んできた用具契約を解消し、クラブ契約フリーとなった。
2019年10月24日から27日に、兵庫県・マスターズゴルフ倶楽部で開催された「NOBUTA GROUP マスターズGCレディース」において、コースでは風呂場に常備していたバスタオルが持ち帰られる事が多いため今年度から撤去されていたが、これを知らずバスタオルを持ってくるよう大会関係者に依頼したところ断られたことに腹を立て「頭固い。死ね!」と暴言を吐いた。このことについて、岡本綾子がデイリースポーツの記事にて笠の名前は出さずに苦言を呈したところ、騒動が大きくなり、笠は10月31日に直筆の謝罪文を出し、ツアー活動を自粛することを発表した。このような騒動はあったものの、同年は賞金ランク30位に入り、2年ぶりに賞金シードを獲得した。
新型コロナウイルス流行の影響により2020-2021年シーズンが合算される形となり、2020年6月のツアー開幕戦「アース・モンダミンカップ」（2020年6月25日 - 28日）から競技に復帰した（28位タイ）。そして2021年6月のヨネックスレディスゴルフトーナメントにて初日から首位に立ち、最終日は最終18番ホールで三ヶ島かなに11アンダーで並ばれた直後にバーディーパットを決めて12アンダーとし5年ぶりとなるツアー通算6勝目を挙げた。

## 契約先
- 所属 - 京セラ
- スポンサー - 京セラ、PGM、コーセー、Ponta、キャスコ、ミクニ、ダンスウィズドラゴン、呉工業、テレビ熊本
- クラブ - フリー
- ボール - タイトリスト
- ウェア - ダンスウィズドラゴン
- シューズ - ナイキ
- 所属事務所 - 株式会社ゾーン[12]

### ツアー優勝

#### JLPGAツアー（6）
| No. | Date          | Tournament                                   | スコア                | 2位との差  | 2位（タイ） |
| --- | ------------- | -------------------------------------------- | --------------------- | ---------- | ----------- |
| 1   | 2011年8月28日 | ニトリレディスゴルフトーナメント             | −7（72-68-69=209）    | 1打差      | 表純子      |
| 2   | 2012年4月1日  | ヤマハレディースオープン葛城                 | −15（73-68=141）      | 1打差      | 葉莉英      |
| 3   | 2015年3月29日 | アクサレディスゴルフトーナメント in MIYAZAKI | −7（70-70-60=209）    | プレーオフ | イ・ボミ    |
| 4   | 2016年8月12日 | NEC軽井沢72ゴルフトーナメント                | −13 (68-69-66=203）   | 2打差      | 佐伯三貴    |
| 5   | 2016年8月28日 | ニトリレディスゴルフトーナメント             | −7（71-71-70-79=281） | プレーオフ | イ・ボミ    |
| 6   | 2021年6月9日  | ヨネックスレディスゴルフトーナメント         | −12 (66-69-69=207)    | 1打差      | 三ヶ島かな  |

## 年度別成績
| 年 度  | 出場試合 | 年間獲得賞金    | 順 位 | 平均ストローク |
| ------ | -------- | --------------- | ----- | -------------- |
| 2007年 | 30試合   | 998万8700円     | 69位  | 74.7586        |
| 2008年 | 34試合   | 975万3700円     | 69位  | 75.0741        |
| 2009年 | 8試合    | 258万1200円     | 100位 | 74.7778        |
| 2010年 | 32試合   | 2220万7889円    | 37位  | 73.0652        |
| 2011年 | 29試合   | 5756万0409円    | 10位  | 72.1468        |
| 2012年 | 35試合   | 6706万4184円    | 12位  | 71.5415        |
| 2013年 | 35試合   | 5480万9872円    | 14位  | 71.3958        |
| 2014年 | 36試合   | 4826万2339円    | 18位  | 71.4807        |
| 2015年 | 34試合   | 5789万9312円    | 12位  | 71.9156        |
| 2016年 | 33試合   | 1億3411万4013円 | 3位   | 70.7214        |
| 2017年 | 35試合   | 6157万9202円    | 15位  | 71.2273        |
| 2018年 | 33試合   | 2165万3808円    | 52位  | 71.9897        |

## 出演

### テレビ
- なでしこゴルフ（テレビ熊本、2009年2月21日）
- 古閑美保・笠りつ子のとんでもゴルフマッチ（テレビ愛知、2010年1月3日）
- 美しすぎる!日韓ゴルフペアマッチ -韓流美女VSヤマトナデシコ-（テレビ愛知、2011年1月2日）